# Орлик Петро Іванович
Орлик Петро Іванович (7 липня 1929 — 12 липня 1993) — український літературознавець, педагог, письменник, доктор філологічних наук, професор кафедри української літератури Київського Державного педагогічного університету ім. М. П. Драгоманова. Чоловік Марії Орлик.

## Біографія
Народився 7 липня 1929 року в с. Володарка Київської області.

У 1947—1949 рр. — навчання у Київському державному інституті фізичної культури.

У 1949—1953 рр. — навчання у Київському університеті імені Т. Г. Шевченка на відділенні української мови і літератури та логіки і психології.

У 1953—1956 рр. — вчитель української мови і літератури середньої школи с. Золотники Тернопільської області.

У 1956—1959 рр. — аспірант кафедри української літератури Філологічного факультету Київського державного педагогічного інституту імені О. М. Горького (далі — КДПІ ім. О. М. Горького).

У 1959—1964 рр. — відповідальний секретар (редактор) інститутської багатотиражки КДПІ ім. О. М. Горького «За педагогічні кадри».

У 1964—1965 рр. — асистент кафедри української літератури КДПІ ім. О. М. Горького.

У 1965—1969 рр. — старший викладач кафедри української літератури КДПІ ім. О. М. Горького.

У 1969—1974 рр. — доцент кафедри української літератури КДПІ ім. О. М. Горького.

У 1974—1975 рр. — декан філологічного факультету КДПІ ім. О. М. Горького

У 1975—1983 рр. — проректор з навчальної роботи гуманітарних факультетів КДПІ ім. О. М. Горького.

У 1978 р. — присвоєно звання професора кафедри української літератури

У 1983—1990 рр. — проректор з наукової роботі КДПІ ім. О. М. Горького. (вийшов на пенсію)

У 1990—1993 роках — професор кафедри української літератури Філологічного факультету Київського Державного педагогічного університету імені М. П. Драгоманова.

Помер 12 липня 1993 року, похований у м. Києві на Байковому цвинтарі.

## Наукова діяльність
Наукова діяльність П. І. Орлика присвячена вивченню історії української літератури. Автор наукових досліджень з питань української поезії кінця ХІХ — початку XX ст. Дослідник творчості П. Гулака-Артемовського, Лесі Українки, Є. Гребінки, В. Самійленка, В. Еллана-Блакитного, С. Пилипенка, І. Минитенка, М. Коцюбинського, А. Турчинської, А. Головка та ін. Викладач, доцент, професор кафедри української літератури філологічного факультету КДПІ ім. О. М. Горького. Читав курси основ теорії літератури, нової і новітньої української літератури, керував семінарами з питань української поезії перших десятирічь XX ст. Співавтор кафедральних підручників з історії української літератури ХІХ–ХХ ст. У педагогічній діяльності систематично вдосконалював форми і методи викладання української літератури, активно використовував на заняттях технічні засоби навчання та наочний матеріал — ілюстрації, слайди, кіно.
- 1965 р. — захист кандидатської дисертації на тему: «Становлення і розвиток української радянської байки 20-30 рр.».
- 1975 р. — захист докторської дисертації на тему: «Українська революційно-демократична поезія кінця ХІХ — початку XX ст. і проблеми розвитку реалізму».

## Книжкові колекції
Петро Іванович Орлик був великим книголюбом. Його книжкова колекція зібрана протягом життя складає понад 5 тисяч творів друку. Після смерті дружина вченого Марія Андріївна Орлик передала частину колекції до бібліотеки педагогічного університету імені М. П. Драгоманова на основі якої для студентів та викладачів був створений іменний літературознавчий фонд. Це зібрання з питань теорії літератури, історії української літератури і фольклору, художні твори письмеників світу та літературні періодичні видання. У 1995 році понад 200 примірників з колекції І. П. Орлика було передано Національній парламентській бібліотеці України (з 2016 р. — Національна бібліотека України імені Ярослава Мудрого), що були збережені як окрема колекція під назвою «Фонд Орлика». Колекція включає видання присвячені малодослідженим питанням української літератури 20-30-х рр. XX ст.

## Вибрані праці
- «Відображення Жовтня в поезії В. Еллана (Блакитного)». Наукові записки КДПІ. 1962. Т. 32. С. 113—124.
- «Ювілей П. К. Волинського». Радянське літературознавство. 1963. № 3. С. 156—157.
- «Пам'яті Б. Д. Грінченка». Радянське літературознавство. 1964. № 4. С. 155.
- «Ходченко П.» Українська радянська енциклопедія. 1964. Т. 15. С. 519.
- «Шишацький-Ілліч О. В.». Українська радянська енциклопедія. 1964. Т. 16. С. 322.
- «Якубовський Ф. Б.». Українська радянська енциклопедія. 1964. Т. 16. С. 468.
- «Ярошенко В. М.». Українська радянська енциклопедія. 1964. Т. 16. С. 500.
- "Деякі особливості розвитку українського оповідання періоду Вітчизняної війни (на матеріалі журналу «Українська література»). Розвиток української радянської новели: тези доповідей до міжвузівської наукової конференції, травень, 1966. Ужгород 1966. С. 41-44.
- «Сергій Пилипенко (із творчої біографії письменника, одного із зачинателів української радянської літератури 1891—1943)». Радянське літературознавство. 1966. № 7. С. 68-79. (у співавторстві М. Гнатюк).
- «Українська література. Програма педінститутів для спеціальності „Педагогіка і психологія (дошкільники)“ та „Дефектологія“». Київ: Радянська школа, 1968. 43 с.
- «А наді мною революція… До 100-річчя від дня народження М. Вороного». Україна. 1971. № 51. С.13.
- «С. В. Пилипенко (До 80-річчя з дня народження)». Українська мова і література в школі. 1971. №. 7. С. 82-83.
- «П. М. Усенко (До 70-річчя з дня народження)». Українська мова і література в школі 1972. № 1. С.82-84.
- «Хай ростуть і всміхаються діти! (Про товрчість А. Турчинської)». Весняні обрії: літературно-критичний збірник. Київ: Веселка, 1972. С. 1962—1973.
- «Українська поезія кінця XIX-початку XX століття»: навчальний посібник. Київ: КДПІ, 1973. 212 с.
- «Символіка в ліриці Лесі Українки». Леся Українка. Публікації. Статті. Дослідження: матеріали ювілейної республіканської наукової конференції. Київ: Наукова думка, 1973. С. 77-83.
- «Елан-Блакитний В.» Шевченківський словник: у 2-х т. Київ, 1976. Т.1. С. 75.
- «Гулак-Артемовський П.» Шевченківський словник: у 2-х т. Київ, 1976. Т.1. С. 176.
- «Самійленко В. І.» Шевченківський словник: у 2-х т. Київ, 1977. Т.2. С. 193.
- «Турчинська А. Ф.» Шевченківський словник: у 2-х т. Київ, 1977. Т.2. С. 283.
- «Хустина». Шевченківський словник: у 2-х т. Київ, 1977. Т.2. С. 328.
- «Швачка». Шевченківський словник: у 2-х т. Київ, 1977. Т.2. С. 354.
- «Запровадження пролетарської поезії на Україні». Українська мова і література в школі 1976. № 2. С. 9-16.
- «Юрій Смолич». Українська радянська культура. Київ: Вища школа, 1979. С. 424—435.
- «Програма, методичні розробки та контрольні завдання з української літератури. Для слухачів заочних підготовчих курсів КДПІ ім. О. Горького». Київ: КДПІ, 1976. 75 с. (у співавторстві В. Г. Вольська).
- «Деякі аспекти впровадження технічних засобів в навчально-виховний процес педвузу». Підвищення ефективності використання технічних засобів навчання. Київ: КДПІ, 1981. С. 3-9.
- «Агата Турчинська»: літературно-критичний нарис. Київ: Радянський письменник, 1981. 136 с.
- «Організація наукової роботи студентів педвузів». Радянська школа. 1984. № 12. С. 80-82. (у співавторстві А. В. Шевченко).
- «Агата Турчинська». Поезія. Київ, 1983. Вип. 1. С. 99-100.
- «Андрій Головко: нарис життя і творчості» Київ: Дніпро, 1986. 213 с.
- «Де поставив крапку М. Коцюбинський…». Радянське літературознавство. 1989. № 9. С. 27-34.
- «Слідами феї Моргани: вивчення творчості М. М. Коцюбинського в школі»: посібник для вчителя Київ: Радянська школа, 1990. 208 с. (у співавтрстві Ю. Б. Кузнецов).
- «Історія української літератури кінця ХІХ — початку XX століття»: підручник / За ред. П. П. Хропка. — Київ: Вища школа, 1991. 511 с. — у співавторстві
- «Історія української літератури: перші десятиріччя XIX століття»: підручник / За ред. П. П. Хропка. — Київ: Либідь, 1992. 512 с. — у співавторстві
- «П. К. Волинський — дослідник творчості Я. І. Щоголева» Наукові записки: Матеріали звітно-наукової конференції викладачів УДПУ ім. М. П. Драгоманова за 1992 рік. — Київ, 1993. С.249-250.
- «Іду до вас: спогади, спостереження, поезії, проза». Київ: Просвіта, 2014. 400 с.